# Le Mur (film, 2011)
Pour plus de détails, voir Fiche technique et Distribution.
Le Mur ou la psychanalyse à l'épreuve de l'autisme est un documentaire français qui traite de l'approche psychanalytique de l’autisme en France, en se basant sur des entretiens.

## Synopsis
Le Mur est un documentaire réalisé en 2011 par Sophie Robert et produit par la société Océan Invisible Productions, en partenariat avec Autistes sans frontières, une association qui milite en faveur d’une prise en charge comportementale éducative des personnes autistes et contre la prise en charge psychanalytique.
La réalisatrice s'entretient avec dix psychanalystes et un pédiatre d'orientation lacanienne, qui exposent leur point de vue sur l'autisme. Ce film entend exposer ce qu'est le point de vue psychanalytique sur l’autisme, en interviewant dix psychanalystes et un pédiatre, pour certains strictement freudiens, pour d’autres lacaniens. Ces professionnels sont montrés comme expliquant leurs théories et décrivant leur pratique dans un langage propre au jargon psychanalytique.
Le film, à sa sortie a été l'objet de fortes polémiques et d'épisodes notamment juridiques.

## Fiche technique
- Titre original : Le Mur
- Sous-titre : La psychanalyse à l'épreuve de l'autisme
- Réalisation : Sophie Robert
- Scénario : Sophie Robert
- Image/son : Peterson Almeida, Jeremy Lepelley, Nicolas Bitaud
- Montage : Peterson Almeida, Jonathan Rio
- Musique : Marc Bour
- Société de production : Océan Invisible Productions
- Pays d'origine :  France
- Langue originale : français
- Genre : documentaire
- Durée : 52 minutes
- Date de sortie : 7 septembre 2011

## Distribution
Les dix psychanalystes et le pédiatre interviewés dans le film sont les suivants :
- Alexandre Stevens, psychiatre-psychanalyste, École de la Cause freudienne (ECF), fondateur de l'institution pour enfants autistes Le Courtil ;
- Éric Laurent (en), psychanalyste, (ECF) ;
- Esthela Solano-Suarez, psychologue-psychanalyste (ECF), spécialisée dans l'autisme ;
- Bernard Golse, pédiatre-psychanalyste (APF), chef du service pédopsychiatrie de l'hôpital Necker ;
- Pierre Delion, psychanalyste, chef du service pédopsychiatrie de l'hôpital Fontan (CHRU Lille métropole) ;
- Geneviève Loison, psychiatre-psychanalyste (ALEPH), pédopsychiatre référente de la métropole lilloise ;
- Laurent Danon-Boileau, linguiste et psychanalyste, psychanalyste au centre Alfred Binet pour enfants autistes ;
- Daniel Widlöcher, psychanalyste (APF), ancien chef du service psychiatrie de l'hôpital de la Pitié-Salpêtrière ;
- Jacqueline Schaeffer, psychanalyste (SPP), auteurs d'essais multiples sur la féminité ;
- Yann Bogopolski, psychanalyste d'orientation kleinienne, spécialiste de l'inceste et la pédocriminalité ;
- Aldo Naouri, pédiatre d'orientation lacanienne, auteur d'essais sur la relation maternelle.

## Controverses
Dès l'origine, le documentaire a provoqué de nombreuses controverses.

### Le point de vue de la réalisatrice du film
Sophie Robert indique dans un entretien au journal Le Cercle Psy qu'elle voulait être psychanalyste, avant de s’orienter vers l’audiovisuel et se définit comme « une anthropologue de la psychanalyse, en amateur ». Sophie Robert justifie le choix du thème de l'autisme ainsi :

« Je ne voulais pas travailler spécifiquement sur l’autisme, mais il est considéré comme la pire des psychoses pour la psychanalyse, ce qui est vraiment une spécificité française puisque le reste du monde le définit depuis 30 ans comme un trouble neurologique, et qu’à l’étranger les patients sont diagnostiqués très tôt et pris en charge non pas en psychiatrie, mais avec des méthodes comportementales et éducatives adaptées. Il m’a paru intéressant d’extraire ce sujet pour lui consacrer un volet à part entière. »

### Le point de vue de la professeure de psychologie Bernadette Rogé
En 2011, la professeure de psychologie Bernadette Rogé soutient la diffusion du film documentaire Le Mur. Elle se déclare opposée à l’approche psychanalytique de l'autisme qu'elle qualifie d'« idée poussiéreuse », et salue le choix des recommandations de la Haute autorité de santé d'écarter la psychanalyse des approches consensuelles de prise en charge de l'autisme en 2012.

### Le point de vue de la psychiatre Loriane Brunessaux
Dans un article publié en 2012 par la revue L'Information psychiatrique, la psychiatre Loriane Brunessaux déclare : « « Le Mur » est […] un film de propagande dont le manque de rigueur et la malhonnêteté ne peuvent échapper à aucune personne s’intéressant un tant soit peu à l’état actuel des connaissances et des pratiques dans le champ de l’autisme ».
Elle reproche au film d'avancer une explication scientifique de l’autisme réductrice et non confirmée, voudrait faire croire que la psychiatrie est sous l’influence de la psychanalyse, qu'elle ignorerait les recherches récentes, et que la psychose — qui n'est pas la seule causalité mise en avant par les psychanalystes — résulterait pour eux d’une mauvaise relation maternelle, point de vue « absolument réducteur et présomptueux », et autres effets d'un « montage grossier ». Elle rappelle que ce sont des psychanalystes qui ont contribué à faire évoluer des méthodes de prise en charge de l'autisme.
Elle s'étonne des choix et des non-dits : ne pas interroger « Pierre Delion […] sur ce qu’il prône, à savoir une pédopsychiatrie intégrative, associant les neurosciences, le cognitivisme, la psychanalyse, le comportementalisme » ni « Bernard Golse […] sur sa conception d’un « modèle polyfactoriel » dans l’origine de l’autisme, prenant en compte les facteurs organiques, neurologiques, génétiques, environnementaux ». Elle s'étonne également que ne soient pas interrogés des psychanalystes appartenant à des courants notoirement spécialisés dans l’autisme, pour certains ouverts aux neurosciences et au cognitivisme.

### Point de vue de personnalités autistes
Plusieurs personnalités autistes ou autistiques ont soutenu la diffusion du film Le Mur et se sont opposés à sa censure en s'exprimant contre la psychanalyse, dont Temple Grandin et Donna Williams. Rudy Simone a par ailleurs partagé un message de Temple Grandin adressé à la France, dans lequel elle déclare que la psychanalyse est inutile dans le domaine de l'autisme.

### Les aspects de la bataille juridique: interdiction et levée de l'interdiction de diffusion
Dès sa sortie en septembre 2011, Le Mur a cristallisé des oppositions vives entre deux camps, celui des associations de familles qui soutenaient la réalisation du film et celui de milieux psychanalytiques.
En septembre 2011, Le Mur est diffusé en accès libre sur le site internet de l'association Autistes sans frontières qui a contribué au financement du film et dans quelques salles de cinéma. 
En octobre 2011, trois des onze psychanalystes interviewés, Éric Laurent (en), Esthela Solano-Suarez et Alexandre Stevens entreprennent une action en justice, demandant l'arrêt de la diffusion du documentaire et notamment la saisie des rushes, afin de faire établir que leurs propos ont été dénaturés par le travail de montage,
et assignent Sophie Robert en 
justice, demandant 
l'interdiction de la diffusion du film. Ils estiment avoir été « piégés » par la réalisatrice, dont le film serait « une entreprise polémique destinée à ridiculiser la psychanalyse » et qui présenterait leurs propos de façon 
dénaturée,,,.
Le 26 janvier 2012, le tribunal de grande instance de Lille  donne raison aux plaignants et condamne Sophie Robert à 30 000 euros de dommage et intérêts et à retirer les extraits d'interviews contestés,,,,. La juge, Elisabeth Polle Seunaneuch, conclut que la réalisatrice a dénaturé le sens des propos des trois psychanalystes, portant ainsi atteinte à leur image et leur réputation. La décision du tribunal ayant un effet immédiat, la société de production est contrainte de retirer le film d'internet. Sophie Robert fait appel de ce jugement.
Le film reste interdit pendant près de deux ans, jusqu'à la décision de la cour d'appel de Douai du 16 janvier 2014, qui lève l'interdiction frappant Le Mur. Les juges infirment le premier jugement, invoquant la liberté d'expression et constatant que si les propos des trois psychanalystes « tels qu'ils apparaissent après montage sont incomplets et parfois dépourvus des nuances d'origine », ils n'ont pas été dénaturés ; les juges estiment que l'action en justice engagée par les psychanalystes contre le film Le Mur a « causé un préjudice moral à sa réalisatrice » et a « jeté le discrédit sur le travail réalisé par Mme Robert ». Cependant, « selon la cour d'appel de Douai […] le visionnage du film Le Mur « met en évidence l'intention finale de sa réalisatrice de contester les méthodes utilisées par les psychanalystes dans le traitement de l'autisme », et « il n'est pas contestable que ce résultat final et le sens de la démonstration ainsi réalisée par Mme Sophie Robert étaient ignorées, à l'origine, des psychanalystes qui ont été interviewés ». Piégés, donc. Mais pas ridiculisés, ont estimé les juges, qui considèrent également qu'« aucune dénaturation fautive » de leurs propos ne peut être retenue contre la réalisatrice ». Les trois psychanalystes ne se pourvoient pas en cassation.

### Point de vue de la société de production
La société de production défend le travail réalisé et exprime que « Le Mur est le premier volet d’une série de trois longs métrages — La Psychanalyse dévoilée — dont l’objectif est de permettre à chacun de comprendre les fondamentaux de la théorie et de la pratique psychanalytique, par la bouche de 27 psychanalystes. »

### Reporters sans frontières
L'association Reporters sans frontières a exprimé sa « profonde inquiétude » concernant le jugement de janvier 2012, espérant qu'en appel « la justice prendra cette fois-ci en compte le principe, à valeur constitutionnelle, de la liberté d’expression ».

### Le contexte: prises de positions de la HAS concernant la prise en charge des enfants autistes en France
Les critiques ou soutiens apportés au film, peuvent être envisagés dans le contexte de la publication controversée des recommandations de la Haute autorité sanitaire en défaveur de la psychanalyse.

### Presse
- Plusieurs médias anglo-saxons, comme le Herald Tribune exposent les faits, dans lesquels ils voient un nouvel épisode des antagonismes entre des orientations différentes en ce qui concerne l'appréhension de l'autisme[25],[26] Le New York Times lui a consacré un long article[27], et soulignant que ses lecteurs trouveront probablement « démodée » « l'idée que l'autisme puisse être traitée à l'aide d'une thérapie verbale. » L'article cite aussi Élisabeth Roudinesco qui déclare : « Le film est injuste. Il est fanatiquement antipsychanalytique. Mais je ne crois pas qu'elle [Sophie Robert] ait manipulé le film pour les rendre ridicules. Je pense plutôt qu'elle a choisi de parler à des psychanalystes très dogmatiques qui apparaissent ridicules. »[27]
- La journaliste Catherine Vincent affirme dans Le Monde qu'« il aurait été utile que ce documentaire aborde de plain-pied la prise en charge institutionnelle de l’autisme, et le rôle réel qu’y tient en France la psychanalyse. Une enquête, en somme, plutôt que ce procès simpliste et caricatural » et que Sophie Robert se consacre désormais à la promotion de la méthode ABA[28]. Elle affirme également que « les rushs versés au débat durant ces deux procès successifs montrent que les propos de "psys" recueillis par la réalisatrice, bien que parfois fort abscons, sont beaucoup plus nuancés que son énoncé introductif, en voix off, qui s'achève par cette affirmation : « Pour les psychanalystes, l'autisme est une psychose, autrement dit un trouble psychique majeur résultant d'une mauvaise relation maternelle. » »[22].